# Cena Emmy za nejlepší ženský herecký výkon v dramatickém seriálu

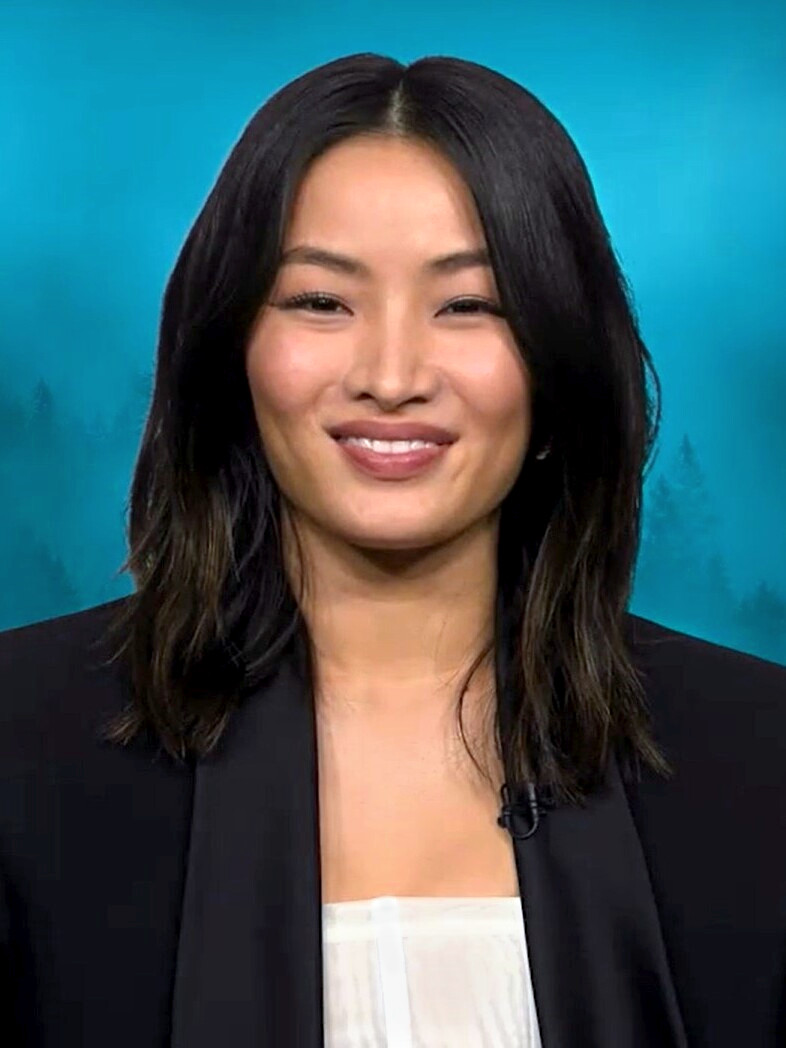
Anna Sawai, aktuální držitelka ocenění

Cena Emmy za nejlepší ženský herecký výkon v dramatickém seriálu je cena každoročně udělovaná Akademií televizního umění a věd (ATAS).
Cena byla poprvé udílena na 6. ročníku udílení cen Emmy dne 11. února 1954. Herecké ceny v prvních ročnících udílení nebyly žánrově specifické, nominace a ceny byly udělovány herečkám za výkony v dramatických a komediálních seriálech. Eve Arden byla první vítězkou v ženské herecké kategorii, přičemž Loretta Youngová byla první herečkou, která zvítězila za výkon v dramatickém seriálu. V roce 1966 byly ceny rozděleny podle žánru na dvě kategorie – nejlepší ženský herecký výkon v dramatickém seriálu a nejlepší ženský herecký výkon v komediálním seriálu. 
Od svého vzniku bylo ocenění uděleno 36 herečkám, z nichž 31 vyhrálo za výkony v dramatickém seriálu. Nejvíce ocenění získaly herečky Tyne Daly a Michael Learned, které v této kategorii získaly shodně čtyři ceny. Angela Lansburyová je s 12 nominacemi nejvíce nominovanou herečkou v této kategorii, i když nikdy nezvítězila. V roce 2015 cenu získala Viola Davis za výkon v seriálu Vražedná práva a stala se tak první afroamerickou herečkou, která v této kategorii zvítězila. V roce 2020 se stala nejmladší vítězkou v této kategorii Zendaya, která zvítězila ve svých 24 letech za výkon v seriálu Euforie. Aktuální držitelkou ocenění je Anna Sawai, která zvítězila za svůj výkon v seriálu Šógun.

## Vítězové a nominovaní

### 1954–1959
| Rok                                                                                | Vítězové a nominovaní            | Role                             | Seriál                                 |
| Nejlepší ženská hvězda v seriálu                                                   | Nejlepší ženská hvězda v seriálu | Nejlepší ženská hvězda v seriálu | Nejlepší ženská hvězda v seriálu       |
| ---------------------------------------------------------------------------------- | -------------------------------- | -------------------------------- | -------------------------------------- |
| 1954 (6.)                                                                          | Eve Arden                        | Connie Brooks                    | Our Miss Brooks                        |
| 1954 (6.)                                                                          | Lucille Ballová                  | Lucy Ricardo                     | I Love Lucy                            |
| 1954 (6.)                                                                          | Imogene Coca                     | různé postavy                    | Your Show of Shows                     |
| 1954 (6.)                                                                          | Dinah Shore                      | ona sama                         | The Dinah Shore Show                   |
| 1954 (6.)                                                                          | Loretta Youngová                 | různé postavy                    | The Loretta Young Show                 |
| Nejlepší herečka v hlavní roli v seriálu                                           |                                  |                                  |                                        |
| 1955 (7.)                                                                          | Loretta Youngová                 | různé postavy                    | The Loretta Young Show                 |
| 1955 (7.)                                                                          | Gracie Allen                     | ona sama                         | The George Burns and Gracie Allen Show |
| 1955 (7.)                                                                          | Eve Arden                        | Connie Brooks                    | Our Miss Brooks                        |
| 1955 (7.)                                                                          | Lucille Ballová                  | Lucy Ricardo                     | I Love Lucy                            |
| 1955 (7.)                                                                          | Ann Sothern                      | Susie McNamara                   | Private Secretary                      |
| Nejlepší ženský herecký výkon                                                      |                                  |                                  |                                        |
| 1956 (8.)                                                                          | Lucille Ballová                  | Lucy Ricardo                     | I Love Lucy                            |
| 1956 (8.)                                                                          | Gracie Allen                     | ona sama                         | The George Burns and Gracie Allen Show |
| 1956 (8.)                                                                          | Eve Arden                        | Connie Brooks                    | Our Miss Brooks                        |
| 1956 (8.)                                                                          | Jean Hagen                       | Margaret Williams                | Make Room for Daddy                    |
| 1956 (8.)                                                                          | Ann Sothern                      | Susie McNamara                   | Private Secretary                      |
| 1957 (9.)                                                                          | Loretta Youngová                 | různé postavy                    | The Loretta Young Show                 |
| 1957 (9.)                                                                          | Jan Clayton                      | Ellen Miller                     | Lassie                                 |
| 1957 (9.)                                                                          | Ida Lupinová                     | různé postavy                    | Four Star Playhouse                    |
| 1957 (9.)                                                                          | Peggy Wood                       | Marta Hansen                     | Mama                                   |
| 1957 (9.)                                                                          | Jane Wymanová                    | různé postavy                    | Jane Wyman Theatre                     |
| Nejlepší ženský herecký výkon v hlavní roli v dramatickém nebo komediálním seriálu |                                  |                                  |                                        |
| 1958 (10.)                                                                         | Jane Wyattová                    | Margaret Anderson                | Father Knows Best                      |
| 1958 (10.)                                                                         | Eve Arden                        | Liza Hammond                     | The Eve Arden Show                     |
| 1958 (10.)                                                                         | Spring Byington                  | Lily Ruskin                      | December Bride                         |
| 1958 (10.)                                                                         | Jan Clayton                      | Ellen Miller                     | Lassie                                 |
| 1958 (10.)                                                                         | Ida Lupinová                     | Eve Drake                        | Mr. Adams and Eve                      |
| Nejlepší herečka v hlavní roli (pokračující postava) v dramatickém seriálu         |                                  |                                  |                                        |
| 1959 (11.)                                                                         | Loretta Youngová                 | různé postavy                    | The Loretta Young Show                 |
| 1959 (11.)                                                                         | Phyllis Kirk                     | Nora Charles                     | Detektiv Nick v New Yorku              |
| 1959 (11.)                                                                         | June Lockhart                    | Ruth Martin                      | Lassie                                 |
| 1959 (11.)                                                                         | Jane Wymanová                    | různé postavy                    | The Jane Wyman Show                    |

### 1960–1969
| Rok                                                               | Vítězové a nominovaní                                     | Role                                                      | Seriál                                                               |
| Nejlepší ženský herecký výkon (hlavní nebo vedlejší role)         | Nejlepší ženský herecký výkon (hlavní nebo vedlejší role) | Nejlepší ženský herecký výkon (hlavní nebo vedlejší role) | Nejlepší ženský herecký výkon (hlavní nebo vedlejší role)            |
| ----------------------------------------------------------------- | --------------------------------------------------------- | --------------------------------------------------------- | -------------------------------------------------------------------- |
| 1960 (12.)                                                        | Jane Wyattová                                             | Margaret Anderson                                         | Father Knows Best                                                    |
| 1960 (12.)                                                        | Donna Reedová                                             | Donna Stone                                               | The Donna Reed Show                                                  |
| 1960 (12.)                                                        | Teresa Wrightová                                          | Margaret Bourke-Whiteová                                  | NBC Sunday Showcase                                                  |
| 1960 (12.)                                                        | Loretta Youngová                                          | různé postavy                                             | The Loretta Young Show                                               |
| Nejlepší ženský herecký výkon (hlavní role)                       |                                                           |                                                           |                                                                      |
| 1961 (13.)                                                        | Barbara Stanwycková                                       | různé postavy                                             | The Barbara Stanwyck Show                                            |
| 1961 (13.)                                                        | Donna Reedová                                             | Donna Stone                                               | The Donna Reed Show                                                  |
| 1961 (13.)                                                        | Loretta Youngová                                          | různé postavy                                             | The Loretta Young Show                                               |
| Nejlepší pokračující ženský herecký výkon (hlavní role)           |                                                           |                                                           |                                                                      |
| 1962 (14.)                                                        | Shirley Boothová                                          | Hazel Burke                                               | Hazel                                                                |
| 1962 (14.)                                                        | Gertrude Berg                                             | Sarah Green                                               | The Gertrude Berg Show                                               |
| 1962 (14.)                                                        | Donna Reedová                                             | Donna Stone                                               | The Donna Reed Show                                                  |
| 1962 (14.)                                                        | Mary Stuart                                               | Joanne Gardner                                            | Search for Tomorrow                                                  |
| 1962 (14.)                                                        | Cara Williams                                             | Gladys Porter                                             | Pete and Gladys                                                      |
| 1963 (15.)                                                        | Shirley Boothová                                          | Hazel Burke                                               | Hazel                                                                |
| 1963 (15.)                                                        | Lucille Ballová                                           | Lucy Carmichael                                           | The Lucy Show                                                        |
| 1963 (15.)                                                        | Shirl Conway                                              | Liz Thorpe                                                | The Nurses                                                           |
| 1963 (15.)                                                        | Mary Tyler Moore                                          | Laura Petrie                                              | The Dick Van Dyke Show                                               |
| 1963 (15.)                                                        | Irene Ryan                                                | Granny                                                    | The Beverly Hillbillies                                              |
| 1964 (16.)                                                        | Mary Tyler Moore                                          | Laura Petrie                                              | The Dick Van Dyke Show                                               |
| 1964 (16.)                                                        | Shirley Boothová                                          | Hazel Burke                                               | Hazel                                                                |
| 1964 (16.)                                                        | Patty Duke                                                | Cathy Lane                                                | The Patty Duke Show                                                  |
| 1964 (16.)                                                        | Irene Ryan                                                | Granny                                                    | The Beverly Hillbillies                                              |
| 1964 (16.)                                                        | Inger Stevensová                                          | Katy Holstrum                                             | The Farmer's Daughter                                                |
| Nejlepší individuální úspěchy v oblasti zábavy – herci a umělci   |                                                           |                                                           |                                                                      |
| 1965 (17.)                                                        | Leonard Bernstein                                         | Conductor                                                 | New York Philharmonic Young People's Concerts with Leonard Bernstein |
| 1965 (17.)                                                        | Lynn Fontanne                                             | Fanny Bowditch Holmes                                     | Hallmark Hall of Fame: The Magnificent Yankee                        |
| 1965 (17.)                                                        | Alfred Lunt                                               | Oliver Wendell Holmes Jr.                                 | Hallmark Hall of Fame: The Magnificent Yankee                        |
| 1965 (17.)                                                        | Barbra Streisandová                                       | ona sama                                                  | My Name Is Barbra                                                    |
| 1965 (17.)                                                        | Dick Van Dyke                                             | Rob Petrie                                                | The Dick Van Dyke Show                                               |
| 1965 (17.)                                                        | Julie Andrewsová                                          | ona sama                                                  | The Andy Williams Show                                               |
| 1965 (17.)                                                        | Johnny Carson                                             | moderátor                                                 | The Tonight Show Starring Johnny Carson                              |
| 1965 (17.)                                                        | Gladys Cooper                                             | Margaret St. Clair                                        | The Rogues                                                           |
| 1965 (17.)                                                        | Robert Coote                                              | Timmy St. Clair                                           | The Rogues                                                           |
| 1965 (17.)                                                        | Richard Crenna                                            | James Slattery                                            | Slattery's People                                                    |
| 1965 (17.)                                                        | Julie Harrisová                                           | Florence Nightingalová                                    | Hallmark Hall of Fame                                                |
| 1965 (17.)                                                        | Bob Hope                                                  | on sám                                                    | Chrysler Presents A Bob Hope Comedy Special                          |
| 1965 (17.)                                                        | Dean Jagger                                               | Albert Vane                                               | Mr. Novak                                                            |
| 1965 (17.)                                                        | Danny Kaye                                                | moderátor                                                 | The Danny Kaye Show                                                  |
| 1965 (17.)                                                        | David McCallum                                            | Illya Kuryakin                                            | The Man from U.N.C.L.E.                                              |
| 1965 (17.)                                                        | Red Skelton                                               | on sám                                                    | The Red Skelton Hour                                                 |
| Nejlepší ženský herecký výkon v hlavní roli v dramatickém seriálu |                                                           |                                                           |                                                                      |
| 1966 (18.)                                                        | Barbara Stanwyck                                          | Victoria Barkley                                          | The Big Valley                                                       |
| 1966 (18.)                                                        | Anne Francisová                                           | Honey West                                                | Honey West                                                           |
| 1966 (18.)                                                        | Barbara Parkins                                           | Betty Anderson Cord                                       | Peyton Place                                                         |
| 1967 (19.)                                                        | Barbara Bain                                              | Cinnamon Carter                                           | Mission: Impossible                                                  |
| 1967 (19.)                                                        | Diana Rigg                                                | Emma Peel                                                 | The Avengers                                                         |
| 1967 (19.)                                                        | Barbara Stanwycková                                       | Victoria Barkley                                          | The Big Valley                                                       |
| 1968 (20.)                                                        | Barbara Bain                                              | Cinnamon Carter                                           | Mission: Impossible                                                  |
| 1968 (20.)                                                        | Diana Rigg                                                | Emma Peel                                                 | The Avengers                                                         |
| 1968 (20.)                                                        | Barbara Stanwycková                                       | Victoria Barkley                                          | The Big Valley                                                       |
| 1969 (21.)                                                        | Barbara Bain                                              | Cinnamon Carter                                           | Mission: Impossible                                                  |
| 1969 (21.)                                                        | Diana Rigg                                                | Emma Peel                                                 | The Avengers                                                         |
| 1969 (21.)                                                        | Barbara Stanwycková                                       | Victoria Barkley                                          | The Big Valley                                                       |

### 1970–1979
| Rok        | Vítězové a nominovaní | Role                                        | Seriál               |
| ---------- | --------------------- | ------------------------------------------- | -------------------- |
| 1970 (22.) | Susan Hampshire       | Fleur Mont                                  | Sága rodu Forsytů    |
| 1970 (22.) | Joan Blondellová      | Lottie Hatfield                             | Here Come the Brides |
| 1970 (22.) | Peggy Liptonová       | Julie Barnes                                | The Mod Squad        |
| 1971 (23.) | Susan Hampshire       | Sarah Churchillová, vévodkyně z Marlborough | The First Churchills |
| 1971 (23.) | Linda Cristal         | Victoria Montoya                            | The High Chaparral   |
| 1971 (23.) | Peggy Liptonová       | Julie Barnes                                | The Mod Squad        |
| 1972 (24.) | Glenda Jacksonová     | Alžběta I.                                  | Elizabeth R          |
| 1972 (24.) | Peggy Liptonová       | Julie Barnes                                | The Mod Squad        |
| 1972 (24.) | Susan Saint James     | Sally McMillian                             | McMillan & Wife      |
| 1973 (25.) | Michael Learned       | Olivia Walton                               | The Waltons          |
| 1973 (25.) | Lynda Day George      | Lisa Casey                                  | Mission: Impossible  |
| 1973 (25.) | Susan Saint James     | Sally McMillian                             | McMillan & Wife      |
| 1974 (26.) | Michael Learned       | Olivia Walton                               | The Waltons          |
| 1974 (26.) | Jean Marsh            | Rose Buck                                   | Upstairs, Downstairs |
| 1974 (26.) | Jeanette Nolan        | Sally Fergus                                | Dirty Sally          |
| 1975 (27.) | Jean Marsh            | Rose Buck                                   | Upstairs, Downstairs |
| 1975 (27.) | Angie Dickinson       | Leann Anderson                              | Police Woman         |
| 1975 (27.) | Michael Learned       | Olivia Walton                               | The Waltons          |
| 1976 (28.) | Michael Learned       | Olivia Walton                               | The Waltons          |
| 1976 (28.) | Angie Dickinson       | Leann Anderson                              | Police Woman         |
| 1976 (28.) | Anne Meara            | Kate McShane                                | Kate McShane         |
| 1976 (28.) | Brenda Vaccaro        | Sara Yarnell                                | Sara                 |
| 1977 (29.) | Lindsay Wagner        | Jaime Sommers                               | The Bionic Woman     |
| 1977 (29.) | Angie Dickinson       | Leann Anderson                              | Police Woman         |
| 1977 (29.) | Kate Jacksonová       | Sabrina Duncan                              | Charlieho andílci    |
| 1977 (29.) | Michael Learned       | Olivia Walton                               | The Waltons          |
| 1977 (29.) | Sada Thompson         | Kate Lawrence                               | Family               |
| 1978 (30.) | Sada Thompson         | Kate Lawrence                               | Family               |
| 1978 (30.) | Melissa Sue Anderson  | Mary Ingalls                                | Malý dům na prérii   |
| 1978 (30.) | Fionnula Flanagan     | Molly Culhane                               | Jak byl dobyt Západ  |
| 1978 (30.) | Kate Jacksonová       | Sabrina Duncan                              | Charlieho andílci    |
| 1978 (30.) | Michael Learned       | Olivia Walton                               | The Waltons          |
| 1978 (30.) | Susan Sullivan        | Julie Farr                                  | Having Babies        |
| 1979 (31.) | Mariette Hartley      | Caroline Fields                             | The Incredible Hulk  |
| 1979 (31.) | Barbara Bel Geddes    | Miss Ellie Ewing                            | Dallas               |
| 1979 (31.) | Rita Morenová         | Rita Capkovick                              | The Rockford Files   |
| 1979 (31.) | Sada Thompson         | Kate Lawrence                               | Family               |

### 1980–1989
| Rok        | Vítězové a nominovaní | Seriál              | Role                  |
| ---------- | --------------------- | ------------------- | --------------------- |
| 1980 (32.) | Barbara Bel Geddes    | Miss Ellie Ewing    | Dallas                |
| 1980 (32.) | Lauren Bacallová      | Kendall Warren      | The Rockford Files    |
| 1980 (32.) | Mariette Hartley      | Althea Morgan       | The Rockford Files    |
| 1980 (32.) | Kristy McNichol       | Buddy Lawrence      | Family                |
| 1980 (32.) | Sada Thompson         | Kate Lawrence       | Family                |
| 1981 (33.) | Barbara Babcock       | Grace Gardner       | Poldové z Hill Street |
| 1981 (33.) | Barbara Bel Geddes    | Miss Ellie Ewing    | Dallas                |
| 1981 (33.) | Linda Gray            | Sue Ellen Ewing     | Dallas                |
| 1981 (33.) | Veronica Hamel        | Joyce Davenport     | Poldové z Hill Street |
| 1981 (33.) | Michael Learned       | Mary Benjamin       | Nurse                 |
| 1981 (33.) | Stefanie Powers       | Jennifer Hartová    | Hart a Hartová        |
| 1982 (34.) | Michael Learned       | Mary Benjamin       | Nurse                 |
| 1982 (34.) | Debbie Allen          | Lydia Grant         | Fame                  |
| 1982 (34.) | Veronica Hamel        | Joyce Davenport     | Poldové z Hill Street |
| 1982 (34.) | Michele Lee           | Karen Fairgate      | Knots Landing         |
| 1982 (34.) | Stefanie Powers       | Jennifer Hartová    | Hart a Hartová        |
| 1983 (35.) | Tyne Daly             | Mary Beth Lacey     | Cagneyová a Laceyová  |
| 1983 (35.) | Debbie Allen          | Lydia Grant         | Fame                  |
| 1983 (35.) | Linda Evans           | Krystle Carrington  | Dynastie              |
| 1983 (35.) | Sharon Gless          | Chris Cagneyová     | Cagneyová a Laceyová  |
| 1983 (35.) | Veronica Hamel        | Joyce Davenport     | Poldové z Hill Street |
| 1984 (36.) | Tyne Daly             | Mary Beth Laceyová  | Cagneyová a Laceyová  |
| 1984 (36.) | Debbie Allen          | Lydia Grant         | Fame                  |
| 1984 (36.) | Joan Collins          | Alexis Colby        | Dynastie              |
| 1984 (36.) | Sharon Gless          | Chris Cagneyová     | Cagneyová a Laceyová  |
| 1984 (36.) | Veronica Hamel        | Joyce Davenport     | Poldové z Hill Street |
| 1985 (37.) | Tyne Daly             | Mary Beth Laceyová  | Cagneyová a Laceyová  |
| 1985 (37.) | Debbie Allen          | Lydia Grant         | Fame                  |
| 1985 (37.) | Sharon Gless          | Chris Cagneyová     | Cagneyová a Laceyová  |
| 1985 (37.) | Veronica Hamel        | Joyce Davenport     | Poldové z Hill Street |
| 1985 (37.) | Angela Lansburyová    | Jessica Fletcherová | To je vražda, napsala |
| 1986 (38.) | Sharon Gless          | Chris Cagneyová     | Cagneyová a Laceyová  |
| 1986 (38.) | Tyne Daly             | Mary Beth Laceyová  | Cagneyová a Laceyová  |
| 1986 (38.) | Angela Lansburyová    | Jessica Fletcherová | To je vražda, napsala |
| 1986 (38.) | Cybill Shepherdová    | Maddie Hayes        | Měsíční svit          |
| 1986 (38.) | Alfre Woodardová      | Roxanne Turner      | St. Elsewhere         |
| 1987 (39.) | Sharon Gless          | Chris Cagneyová     | Cagneyová a Laceyová  |
| 1987 (39.) | Tyne Daly             | Mary Beth Laceyová  | Cagneyová a Laceyová  |
| 1987 (39.) | Susan Dey             | Grace Van Owen      | Právo v Los Angeles   |
| 1987 (39.) | Jill Eikenberry       | Ann Kelsey          | Právo v Los Angeles   |
| 1987 (39.) | Angela Lansburyová    | Jessica Fletcherová | To je vražda, napsala |
| 1988 (40.) | Tyne Daly             | Chris Cagneyová     | Cagneyová a Laceyová  |
| 1988 (40.) | Susan Dey             | Grace Van Owen      | Právo v Los Angeles   |
| 1988 (40.) | Jill Eikenberry       | Ann Kelsey          | Právo v Los Angeles   |
| 1988 (40.) | Sharon Gless          | Chris Cagneyová     | Cagneyová a Laceyová  |
| 1988 (40.) | Angela Lansburyová    | Jessica Fletcherová | To je vražda, napsala |
| 1989 (41.) | Dana Delany           | Colleen McMurphy    | China Beach           |
| 1989 (41.) | Susan Dey             | Grace Van Owen      | Právo v Los Angeles   |
| 1989 (41.) | Jill Eikenberry       | Ann Kelsey          | Právo v Los Angeles   |
| 1989 (41.) | Linda Hamilton        | Catherine Chandler  | Beauty and the Beast  |
| 1989 (41.) | Angela Lansburyová    | Jessica Fletcherová | To je vražda, napsala |

### 1990–1999
| Rok        | Vítězové a nominovaní | Role                 | Seriál                      |
| ---------- | --------------------- | -------------------- | --------------------------- |
| 1990 (42.) | Patricia Wettig       | Nancy Krieger-Weston | Thirtysomething             |
| 1990 (42.) | Jill Eikenberry       | Ann Kelsey           | Právo v Los Angeles         |
| 1990 (42.) | Dana Delany           | Colleen McMurphy     | China Beach                 |
| 1990 (42.) | Piper Laurie          | Catherine Martell    | Městečko Twin Peaks         |
| 1990 (42.) | Angela Lansburyová    | Jessica Fletcherová  | To je vražda, napsala       |
| 1991 (43.) | Patricia Wettig       | Nancy Krieger-Weston | Thirtysomething             |
| 1991 (43.) | Dana Delany           | Colleen McMurphy     | China Beach                 |
| 1991 (43.) | Sharon Gless          | Rosie O'Neill        | The Trials of Rosie O'Neill |
| 1991 (43.) | Angela Lansburyová    | Jessica Fletcherová  | To je vražda, napsala       |
| 1992 (44.) | Dana Delany           | Colleen McMurphy     | China Beach                 |
| 1992 (44.) | Sharon Gless          | Rosie O'Neill        | The Trials of Rosie O'Neill |
| 1992 (44.) | Angela Lansburyová    | Jessica Fletcherová  | To je vražda, napsala       |
| 1992 (44.) | Shirley Knight        | Melanie Currants     | Zákon a pořádek             |
| 1992 (44.) | Regina Taylor         | Lilly Harper         | I'll Fly Away               |
| 1992 (44.) | Kate Nelligan         | Sydney Carver        | Cesta do Avonlea            |
| 1993 (45.) | Kathy Baker           | Jill Brock           | Picket Fences               |
| 1993 (45.) | Swoosie Kurtz         | Alex Reed            | Sisters                     |
| 1993 (45.) | Regina Taylor         | Lilly Harper         | I'll Fly Away               |
| 1993 (45.) | Angela Lansburyová    | Jessica Fletcherová  | To je vražda, napsala       |
| 1993 (45.) | Janine Turner         | Maggie O'Connell     | Život na severu             |
| 1994 (46.) | Sela Ward             | Teddy Reed           | Sisters                     |
| 1994 (46.) | Angela Lansburyová    | Jessica Fletcherová  | To je vražda, napsala       |
| 1994 (46.) | Jane Seymourová       | Michaela Quinnová    | Doktorka Quinnová           |
| 1994 (46.) | Kathy Baker           | Jill Brock           | Picket Fences               |
| 1994 (46.) | Swoosie Kurtz         | Alex Reed            | Sisters                     |
| 1995 (47.) | Kathy Baker           | Jill Brock           | Picket Fences               |
| 1995 (47.) | Claire Danesová       | Angela Chase         | Tak tohle je můj život      |
| 1995 (47.) | Angela Lansburyová    | Jessica Fletcherová  | To je vražda, napsala       |
| 1995 (47.) | Sherry Stringfield    | Susan Lewis          | Pohotovost                  |
| 1995 (47.) | Cicely Tyson          | Carrie Grace Battle  | Sweet Justice               |
| 1996 (48.) | Kathy Baker           | Jill Brock           | Picket Fences               |
| 1996 (48.) | Gillian Andersonová   | Dana Scullyová       | Akta X                      |
| 1996 (48.) | Christine Lahti       | Kate Austin          | Nemocnice Chicago Hope      |
| 1996 (48.) | Angela Lansburyová    | Jessica Fletcherová  | To je vražda, napsala       |
| 1996 (48.) | Sherry Stringfield    | Susan Lewis          | Pohotovost                  |
| 1997 (49.) | Gillian Andersonová   | Dana Scullyová       | Akta X                      |
| 1997 (49.) | Roma Downeyová        | Monica               | Dotek anděla                |
| 1997 (49.) | Christine Lahti       | Kate Austin          | Nemocnice Chicago Hope      |
| 1997 (49.) | Julianna Margulies    | Carol Hathaway       | Pohotovost                  |
| 1997 (49.) | Sherry Stringfield    | Susan Lewis          | Pohotovost                  |
| 1998 (50.) | Christine Lahti       | Kate Austin          | Nemocnice Chicago Hope      |
| 1998 (50.) | Gillian Andersonová   | Dana Scullyová       | Akta X                      |
| 1998 (50.) | Roma Downeyová        | Monica               | Dotek anděla                |
| 1998 (50.) | Julianna Margulies    | Carol Hathaway       | Pohotovost                  |
| 1998 (50.) | Jane Seymourová       | Michaela Quinnová    | Doktorka Quinnová           |
| 1999 (51.) | Edie Falco            | Carmela Soprano      | Rodina Sopránů              |
| 1999 (51.) | Gillian Andersonová   | Dana Scullyová       | Akta X                      |
| 1999 (51.) | Lorraine Bracco       | Jennifer Melfi       | Rodina Sopránů              |
| 1999 (51.) | Christine Lahti       | Kate Austin          | Nemocnice Chicago Hope      |
| 1999 (51.) | Julianna Margulies    | Carol Hathaway       | Pohotovost                  |

### 2000–2009
| Rok        | Vítězové a nominovaní | Role                 | Seriál                                    |
| ---------- | --------------------- | -------------------- | ----------------------------------------- |
| 2000 (52.) | Sela Ward             | Lily Manning         | Druhá šance                               |
| 2000 (52.) | Lorraine Bracco       | Jennifer Melfi       | Rodina Sopránů                            |
| 2000 (52.) | Edie Falco            | Carmela Soprano      | Rodina Sopránů                            |
| 2000 (52.) | Amy Brenneman         | Amy Gray             | Soudkyně Amy                              |
| 2000 (52.) | Julianna Margulies    | Carol Hathaway       | Pohotovost                                |
| 2001 (53.) | Edie Falco            | Carmela Soprano      | Rodina Sopránů                            |
| 2001 (53.) | Amy Brenneman         | Amy Gray             | Soudkyně Amy                              |
| 2001 (53.) | Marg Helgenberger     | Catherine Willows    | Kriminálka Las Vegas                      |
| 2001 (53.) | Lorraine Bracco       | Jennifer Melfi       | Rodina Sopránů                            |
| 2001 (53.) | Sela Ward             | Lily Manning         | Druhá šance                               |
| 2002 (54.) | Allison Janney        | C. J. Cregg          | Západní křídlo                            |
| 2002 (54.) | Amy Brenneman         | Amy Gray             | Soudkyně Amy                              |
| 2002 (54.) | Frances Conroy        | Ruth Fisher          | Odpočívej v pokoji                        |
| 2002 (54.) | Rachel Griffiths      | Brenda Chenowith     | Odpočívej v pokoji                        |
| 2002 (54.) | Jennifer Garnerová    | Sydney Bristow       | Alias                                     |
| 2003 (55.) | Edie Falco            | Carmela Soprano      | Rodina Sopránů                            |
| 2003 (55.) | Jennifer Garnerová    | Sydney Bristow       | Alias                                     |
| 2003 (55.) | Frances Conroy        | Ruth Fisher          | Odpočívej v pokoji                        |
| 2003 (55.) | Allison Janney        | C. J. Cregg          | Západní křídlo                            |
| 2003 (55.) | Marg Helgenberger     | Catherine Willows    | Kriminálka Las Vegas                      |
| 2004 (56.) | Allison Janney        | C. J. Cregg          | Západní křídlo                            |
| 2004 (56.) | Edie Falco            | Carmela Soprano      | Rodina Sopránů                            |
| 2004 (56.) | Jennifer Garnerová    | Sydney Bristow       | Alias                                     |
| 2004 (56.) | Mariska Hargitay      | Olivia Benson        | Zákon a pořádek: Útvar pro zvláštní oběti |
| 2004 (56.) | Amber Tamblynová      | Joan Girardi         | Joan z Arkádie                            |
| 2005 (57.) | Patricia Arquette     | Allison DuBois       | Medium                                    |
| 2005 (57.) | Glenn Close           | Monica Rawling       | Policejní odznak                          |
| 2005 (57.) | Frances Conroy        | Ruth Fisher          | Odpočívej v pokoji                        |
| 2005 (57.) | Mariska Hargitay      | Olivia Benson        | Zákon a pořádek: Útvar pro zvláštní oběti |
| 2005 (57.) | Jennifer Garnerová    | Sydney Bristow       | Alias                                     |
| 2006 (58.) | Mariska Hargitay      | Olivia Benson        | Zákon a pořádek: Útvar pro zvláštní oběti |
| 2006 (58.) | Frances Conroy        | Ruth Fisher          | Odpočívej v pokoji                        |
| 2006 (58.) | Geena Davisová        | Mackenzie Allenová   | První prezidentka                         |
| 2006 (58.) | Allison Janney        | C. J. Cregg          | Západní křídlo                            |
| 2006 (58.) | Kyra Sedgwick         | Brenda Leigh Johnson | Closer                                    |
| 2007 (59.) | Sally Fieldová        | Nora Walker          | Bratři a sestry                           |
| 2007 (59.) | Patricia Arquette     | Allison DuBois       | Medium                                    |
| 2007 (59.) | Minnie Driver         | Dahlia Malloy        | Invaze buranů                             |
| 2007 (59.) | Edie Falco            | Carmela Soprano      | Rodina Sopránů                            |
| 2007 (59.) | Mariska Hargitay      | Olivia Benson        | Zákon a pořádek: Útvar pro zvláštní oběti |
| 2007 (59.) | Kyra Sedgwick         | Brenda Leigh Johnson | Closer                                    |
| 2008 (60.) | Glenn Close           | Patty Hewes          | Patty Hewes: nebezpečná advokátka         |
| 2008 (60.) | Sally Fieldová        | Nora Walker          | Bratři a sestry                           |
| 2008 (60.) | Mariska Hargitay      | Olivia Benson        | Zákon a pořádek: Útvar pro zvláštní oběti |
| 2008 (60.) | Holly Hunter          | Grace Hanadarko      | Božská mrcha                              |
| 2008 (60.) | Kyra Sedgwick         | Brenda Leigh Johnson | Closer                                    |
| 2009 (61.) | Glenn Close           | Patty Hewes          | Patty Hewes: nebezpečná advokátka         |
| 2009 (61.) | Sally Fieldová        | Nora Walker          | Bratři a sestry                           |
| 2009 (61.) | Mariska Hargitay      | Olivia Benson        | Zákon a pořádek: Útvar pro zvláštní oběti |
| 2009 (61.) | Holly Hunter          | Grace Hanadarko      | Božská mrcha                              |
| 2009 (61.) | Elisabeth Mossová     | Peggy Olson          | Šílenci z Manhattanu                      |
| 2009 (61.) | Kyra Sedgwick         | Brenda Leigh Johnson | Closer                                    |

### 2010–2019
| Rok        | Vítězové a nominovaní | Role                  | Seriál                                    |
| ---------- | --------------------- | --------------------- | ----------------------------------------- |
| 2010 (62.) | Kyra Sedgwick         | Brenda Leigh Johnson  | Closer                                    |
| 2010 (62.) | Connie Britton        | Tami Taylor           | Světla páteční noci                       |
| 2010 (62.) | Glenn Close           | Patty Hewes           | Patty Hewes: nebezpečná advokátka         |
| 2010 (62.) | Mariska Hargitay      | Olivia Benson         | Zákon a pořádek: Útvar pro zvláštní oběti |
| 2010 (62.) | January Jones         | Betty Draper          | Šílenci z Manhattanu                      |
| 2010 (62.) | Julianna Margulies    | Alicia Florrick       | Dobrá manželka                            |
| 2011 (63.) | Julianna Margulies    | Alicia Florrick       | Dobrá manželka                            |
| 2011 (63.) | Kathy Batesová        | Harriet Korn          | Drsná Harry                               |
| 2011 (63.) | Connie Britton        | Tami Taylor           | Světla páteční noci                       |
| 2011 (63.) | Mireille Enos         | Sarah Linden          | Zločin                                    |
| 2011 (63.) | Mariska Hargitay      | Olivia Benson         | Zákon a pořádek: Útvar pro zvláštní oběti |
| 2011 (63.) | Elisabeth Mossová     | Peggy Olson           | Šílenci z Manhattanu                      |
| 2012 (64.) | Claire Danesová       | Carrie Mathison       | Ve jménu vlasti                           |
| 2012 (64.) | Kathy Batesová        | Harriet Korn          | Drsná Harry                               |
| 2012 (64.) | Glenn Close           | Patty Hewes           | Patty Hewes: Nebezpečná advokátka         |
| 2012 (64.) | Michelle Dockeryová   | Mary Crawley          | Panství Downton                           |
| 2012 (64.) | Julianna Margulies    | Alicia Florrick       | Dobrá manželka                            |
| 2012 (64.) | Elisabeth Mossová     | Peggy Olson           | Šílenci z Manhattanu                      |
| 2013 (65.) | Claire Danesová       | Carrie Mathison       | Ve jménu vlasti                           |
| 2013 (65.) | Connie Britton        | Rayna Jaymes          | Nashville                                 |
| 2013 (65.) | Michelle Dockeryová   | Mary Crawley          | Panství Downton                           |
| 2013 (65.) | Vera Farmigová        | Norma Bates           | Batesův motel                             |
| 2013 (65.) | Elisabeth Mossová     | Peggy Olson           | Šílenci z Manhattanu                      |
| 2013 (65.) | Kerry Washingtonová   | Olivia Pope           | Skandál                                   |
| 2013 (65.) | Robin Wrightová       | Claire Underwood      | Dům z karet                               |
| 2014 (66.) | Julianna Margulies    | Alicia Florrick       | Dobrá manželka                            |
| 2014 (66.) | Lizzy Caplan          | Virginia E. Johnson   | Mystérium sexu                            |
| 2014 (66.) | Claire Danesová       | Carrie Mathison       | Ve jménu vlasti                           |
| 2014 (66.) | Michelle Dockeryová   | Mary Crawley          | Panství Downton                           |
| 2014 (66.) | Kerry Washingtonová   | Olivia Pope           | Skandál                                   |
| 2014 (66.) | Robin Wrightová       | Claire Underwood      | Dům z karet                               |
| 2015 (67.) | Viola Davis           | Annalise Keating      | Vražedná práva                            |
| 2015 (67.) | Claire Danesová       | Carrie Mathison       | Ve jménu vlasti                           |
| 2015 (67.) | Taraji P. Henson      | Cookie Lyon           | Empire                                    |
| 2015 (67.) | Tatiana Maslany       | různé postavy         | Orphan Black                              |
| 2015 (67.) | Elisabeth Mossová     | Peggy Olson           | Šílenci z Manhattanu                      |
| 2015 (67.) | Robin Wrightová       | Claire Underwood      | Dům z karet                               |
| 2016 (68.) | Tatiana Maslany       | různé postavy         | Orphan Black                              |
| 2016 (68.) | Claire Danesová       | Carrie Mathison       | Ve jménu vlasti                           |
| 2016 (68.) | Viola Davis           | Annalise Keating      | Vražedná práva                            |
| 2016 (68.) | Taraji P. Henson      | Cookie Lyon           | Empire                                    |
| 2016 (68.) | Keri Russellová       | Elizabeth Jennings    | Takoví normální Američané                 |
| 2016 (68.) | Robin Wrightová       | Claire Underwood      | Dům z karet                               |
| 2017 (69.) | Elisabeth Mossová     | June Osborne / Offred | Příběh služebnice                         |
| 2017 (69.) | Viola Davis           | Annalise Keating      | Vražedná práva                            |
| 2017 (69.) | Claire Foy            | královna Alžběta II.  | Koruna                                    |
| 2017 (69.) | Keri Russellová       | Elizabeth Jennings    | Takoví normální Američané                 |
| 2017 (69.) | Evan Rachel Woodová   | Dolores Abernathy     | Westworld                                 |
| 2017 (69.) | Robin Wrightová       | Claire Underwood      | Dům z karet                               |
| 2018 (70.) | Claire Foy            | královna Alžběta II.  | Koruna                                    |
| 2018 (70.) | Tatiana Maslany       | různé postavy         | Orphan Black                              |
| 2018 (70.) | Elisabeth Mossová     | June Osborne / Offred | Příběh služebnice                         |
| 2018 (70.) | Sandra Oh             | Eve Polastri          | Na mušce                                  |
| 2018 (70.) | Keri Russellová       | Elizabeth Jennings    | Takoví normální Američané                 |
| 2018 (70.) | Evan Rachel Woodová   | Dolores Abernathy     | Westworld                                 |
| 2019 (71.) | Jodie Comer           | Villanelle            | Na mušce                                  |
| 2019 (71.) | Emilia Clarkeová      | Daenerys Targaryen    | Hra o trůny                               |
| 2019 (71.) | Viola Davis           | Annalise Keating      | Vražedná práva                            |
| 2019 (71.) | Laura Linneyová       | Wendy Byrdeová        | Ozark                                     |
| 2019 (71.) | Mandy Mooreová        | Rebecca Pearson       | Tohle jsme my                             |
| 2019 (71.) | Sandra Oh             | Eve Polastri          | Na mušce                                  |
| 2019 (71.) | Robin Wrightová       | Claire Underwood      | Dům z karet                               |

### 2020–2029
| Rok        | Vítězové a nominovaní  | Role                  | Seriál              |
| ---------- | ---------------------- | --------------------- | ------------------- |
| 2020 (72.) | Zendaya                | Rue Bennettová        | Euforie             |
| 2020 (72.) | Jennifer Aniston       | Alex Levy             | The Morning Show    |
| 2020 (72.) | Olivia Colmanová       | královna Alžběta II.  | Koruna              |
| 2020 (72.) | Jodie Comer            | Villanelle            | Na mušce            |
| 2020 (72.) | Laura Linneyová        | Wendy Byrdeová        | Ozark               |
| 2020 (72.) | Sandra Oh              | Eve Polastri          | Na mušce            |
| 2021 (73.) | Olivia Colmanová       | královna Alžběta II.  | Koruna              |
| 2021 (73.) | Uzo Aduba              | Dr. Brooke Taylor     | V odborné péči      |
| 2021 (73.) | Emma Corrin            | princezna Diana       | Koruna              |
| 2021 (73.) | Elisabeth Mossová      | June Osborne          | Příběh služebnice   |
| 2021 (73.) | Michaela Jaé Rodriguez | Blanca Rodriguez      | Pose                |
| 2021 (73.) | Jurnee Smollett        | Letitia Lewis         | Lovecraftova země   |
| 2022 (74.) | Zendaya                | Rue Bennettová        | Euforie             |
| 2022 (74.) | Jodie Comer            | Villanelle            | Na mušce            |
| 2022 (74.) | Laura Linneyová        | Wendy Byrdeová        | Ozark               |
| 2022 (74.) | Melanie Lynskey        | Shauna Sadecki        | Yellowjackets       |
| 2022 (74.) | Sandra Oh              | Eve Polastri          | Na mušce            |
| 2022 (74.) | Reese Witherspoonová   | Bradley Jackson       | The Morning Show    |
| 2023 (75.) | Sarah Snooková         | Siobhan „Shiv“ Royová | Boj o moc           |
| 2023 (75.) | Sharon Horgan          | Eva Garvey            | Zlé sestry          |
| 2023 (75.) | Melanie Lynskey        | Shauna Sadecki        | Yellowjackets       |
| 2023 (75.) | Elisabeth Mossová      | June Osborne          | Příběh služebnice   |
| 2023 (75.) | Bella Ramsey           | Ellie Williamsová     | The Last of Us      |
| 2023 (75.) | Keri Russellová        | Kate Wyler            | Diplomatické vztahy |
| 2024 (76.) | Anna Sawai             | Toda Mariko           | Šógun               |
| 2024 (76.) | Jennifer Aniston       | Alex Levy             | The Morning Show    |
| 2024 (76.) | Carrie Coon            | Bertha Russell        | Pozlacený věk       |
| 2024 (76.) | Maya Erskine           | Jane Smith / Alana    | Mr. & Mrs. Smith    |
| 2024 (76.) | Imelda Staunton        | královna Alžběta II.  | Koruna              |
| 2024 (76.) | Reese Witherspoonová   | Bradley Jackson       | The Morning Show    |

## Pořady s více vítězstvími
| 6 vítězství - Cagneyová a Laceyová (v řadě) 3 vítězství - The Loretta Young Show - Mission: Impossible (v řadě) - Picket Fences (dvě v řadě) - Rodina Sopránů - The Waltons (dvě v řadě) | 2 vítězství - China Beach - Koruna - Patty Hewes: nebezpečná advokátka (v řadě) - Euforie - Father Knows Best - Dobrá manželka - Hazel - Ve jménu vlasti (v řadě) - Thirtysomething - Západní křídlo |

## Herečky s více vítězstvími
| 4 vítězství - Tyne Daly (tři v řadě) - Michael Learned (dvě v řadě) 3 vítězství - Barbara Bain (v řadě) - Kathy Baker (dvě v řadě) - Edie Falco - Loretta Youngová | 2 vítězství - Glenn Close (v řadě) - Claire Danesová (v řadě) - Dana Delany - Sharon Gless (v řadě) - Susan Hampshire (v řadě) - Allison Janney - Julianna Margulies - Barbara Stanwycková - Sela Ward - Patricia Wettig (v řadě) - Jane Wyattová - Zendaya |